# Ramokgwebana
Ramokgwebana – miasto w Botswanie, w dystrykcie South Eastm. Miejscowość leży niedaleko granicy z Zimbabwe, posiada połączenie kolejowe z Francistown i Bulawayo.